# Ernö Rapée
Ernö Rapée, eigentlich Ernö Rappaport (geboren 4. Juni 1891 in Budapest, Österreich-Ungarn; gestorben 26. Juni 1945 in New York), war ein US-amerikanischer Pianist, Komponist und Dirigent ungarischer Herkunft.

## Leben
Er studierte Klavier und Dirigieren am Budapester Konservatorium. Später war er Assistent von Ernst von Schuch in Dresden. Nach einer Amerikareise wurde er Assistent von Hugo Riesenfeld am Rialto-Lichtspieltheater in New York. Dort begann er, für den Film zu komponieren und Kino-Orchester zu dirigieren. Nach Engagements am Rialto und am Rivoli-Lichtspieltheater holte ihn Samuel Rothafel als Musikdirektor an sein Capitol-Lichtspielhaus Roxy Theatre, wo Rapée ein 77-Mann-Orchester zu dirigieren hatte.
In diesem Theater verfasste er sein berühmtes sinfonisches Arrangement der Ungarischen Rhapsodie No. 13 von Franz Liszt. Als Konzertmeister und zweiten Dirigenten engagierte er seinen Landsmann Jenö Blau, der später als Eugène Ormándy Ruhm erlangte. Das Capitol-Orchester machte 1923–1924 unter der Leitung von Rapée auch eine Reihe von Schallplattenaufnahmen bei der Firma Brunswick-Balke-Collender. Nach einem weiteren Ortswechsel leitete Rapée ein 68 Mann starkes Orchester im Fox-Kino von Philadelphia. Einer der Gastkünstler während seines dortigen Engagements war Percy Grainger.
Danach ging er zurück nach Europa und dirigierte mit internationalem Erfolg in Berlin das Kino-Orchester im Ufa-Palast mit 85 Musikern. Während seines Aufenthaltes dort wurde er eingeladen, ein Konzert der Berliner Philharmoniker zu dirigieren. Später trat er auch als Dirigent der Budapester Philharmonie und anderer namhafter Orchester in Erscheinung.
Nach bemerkenswerten Erfolgen in Europa kehrte er 1926 in die USA zurück, wo er zur Eröffnung des Roxy-Theaters in New York im März 1927 das Roxy-Sinfonie-Orchester mit 110 Musikern dirigierte (zu dieser Zeit das größte ständige Orchester der Welt, es übertraf die New Yorker Philharmoniker um drei Musiker). Millionen Rundfunkhörer lauschten seinen Sinfoniekonzerten während der Übertragungen in der „Roxy-Stunde“ am Sonntagnachmittag. Den Gipfel seiner Karriere aber erklomm Rappée als Chefdirigent und Musikdirektor von Roxys „Radio City Music Hall“-Sinfonieorchester. Diese Stellung behielt er bis zu seinem Tode infolge eines Herzschlags am 26. Juni 1945.

## Werke

### Als Komponist
Während der Jahre als Leiter von Kinoorchestern am Broadway komponierte und arrangierte Rappée Illustrationsmusik für Photoplayer für den damals noch stummen Film. Der Verlag Robbins-Engel begann 1923 seine Musik unter der Marke „Capitol Photoplay Series“ als Kinothek herauszugeben.
Im selben Jahr bereits wurde seine Komposition When Love Cometh Stealing in der „Gold-Seal“-Reihe (sorgfältig ausgewählte Stücke, auf hochwertigem Papier gedruckt) veröffentlicht. Sie wurde fünf Jahre danach das Themalied in Paul Lenis Film The Man Who Laughs mit Conrad Veidt. Eine bedeutende Sammlung von Filmillustrationsmusik schrieb Rapée in Zusammenarbeit mit Dr. William Axt. Darin befanden sich Stücke wie Eine Serie von drei Agitatos, Appassionato No. 1, Debutante, Frozen North, Screening Preludes No. 1 and 2 und Tender Memories.
Im Jahr 1928 arbeitete Rapée mit dem Komponisten Lou Pollack zusammen. Es entstanden Charmaine, das Titellied für den Kriegsfilm Rivalen, Angela Mia (My Angel), das Titellied für die Fox-Produktion Street Angel und Diane, ein Langsamer Walzer für die Fox-Produktion Das Glück in der Mansarde.

### Als Autor
Während der 1920er Jahre verfasste Rapée auch mehrere Bücher mit dem Thema Kinomusik. Bekannt sind vor allem Encyclopedia of Music for Pictures (Belwin, NY 1925, Reprint 1974 bei Arno Press, ISBN 0-405-01634-4) und Motion Picture Moods for Pianists and Organists. A rapid-reference collection of selected pieces, adapted to 52 moods and situations (G. Schirmer, NY 1924, Reprint 1974 bei Arno Press, ISBN 0-405-01635-2).

## Filmografie (Auswahl)
- 1924: Das eiserne Pferd (The Iron Horse)
- 1925: Heimatlos (The Man Without a Country)
- 1925: Varieté
- 1925: Ein Walzertraum
- 1926: Manon Lescaut
- 1926: Wehe, wenn sie losgelassen
- 1926: Der Prinz und die Tänzerin
- 1926: Rivalen (What Price Glory?)
- 1927: Im siebenten Himmel (Seventh Heaven)
- 1927: Onkel Tom’s Hütte (Uncle Tom’s Cabin)
- 1927: König der Könige (The King of Kings)
- 1928: Die rote Tänzerin von Moskau (The Red Dance)
- 1928: Hinter Haremsmauern (Fazil)
- 1928: Four Sons
- 1930: Der Tanz geht weiter  (deutsche Version von Those Who Dance)
- 1930: Der kleine Cäsar (Little Caesar)
- 1930: Der Flüchtling (The Lash)
- 1931: Die Frau meines Freundes (Other Men's Women)
- 1931: Alle Griffe erlaubt (Sit Tight)